# Miguel Dedovich
Pedro Miguel Dedovich (Buenos Aires, Argentina; 12 de mayo de 1937 - San Fernando (Buenos Aires), ib.; 14 de junio de 2012) fue un actor de cine y televisión argentino de reconocida trayectoria.

## Reseña y Fallecimiento
Miguel Dedovich se destacó tanto en cine como en televisión. Fue parte del elenco de Vulnerables, Primicias, Los Simuladores y Mujeres asesinas, entre otros. A lo largo de su carrera también prestó su voz para diversas publicidades televisivas y trabajos de doblaje, como la reposición en Argentina de la serie Cosmos de Carl Sagan, transmitida por Canal Encuentro.
Si bien hasta el año 2011 pudo continuar trabajando (participó en Cuando me sonreís, en Herederos de una venganza y en Un año para recordar), el actor padecía un cáncer que, tras una larga lucha, terminó con su vida el 14 de junio del 2012, a los 75 años.

## Trabajos

### Cine
- Medianeras (2011).... Psiquiatra
- Un rey para la Patagonia (2011).... Voz en off
- Superclásico (2011).... Mendoza
- Argentino Vargas (2010).... Lombardi
- Desbordar (2010).... Martín Tayal
- El ratón Pérez 2 (2008).... Milton Gunther
- Los paranoicos (2008).... Dodi
- Gigantes de Valdés (2008).... Jose
- La hermana menor (2008).... Veterano
- Gotas de agua (2007)
- Mi mejor enemigo (2005).... Sargento Primero Enrique Ocampo
- Paredón, paredón (2005)
- Chiche bombón (2004).... Tintorero
- Palermo Hollywood (2004).... Ernesto Segal
- Whisky Romeo Zulu (2004)
- Potestad (2002).... Don Ignacio
- El lado oscuro del corazón 2 (2001)
- Asesinato a distancia (1998).... Braulio
- Retratov (1997)
- La última llamada (1996)
- Historias de amor, de locura y de muerte (1996)
- Facundo, la sombra del tigre (1995)
- El censor (1995).... González Urquiza
- La simple razón (1995)
- La nave de los locos (1995).... Presidente Tribunal
- Gatica, el Mono (1993)
- Las tumbas (1991).... Padre Roque
- Flop (1990)
- Eterna sonrisa de Nueva Jersey (Eversmile, New Jersey) (1989).... Hermano Conrad
- La noche de los lápices (1986).... Teniente Coronel
- La película del rey (1986).... Oso

### Televisión
- Cuando me sonreís (2011)
- Un año para recordar (2011)
- Herederos de una venganza (2011).... Santos Eugenio Pratt
- Consentidos (2009)
- Todos contra juan (2008)
- Katy Hux and the Stone of Anubis (2007).... Dante Toscani
- La ley del amor (2007).... Pedro Pereyra
- Al límite.... Comisario (1 episodio, 2006)
- Hermanos y detectives (10.º episodio "Episodio final", 2006)
- Mujeres asesinas.... Fiscal (voz) (1 episodio, 2005)
- Zafando, por ahora (2003).... Padre de Luz
- Los simuladores (5.º episodio "El joven simulador", 2002)
- 22, el loco (2001).... Jefe
- Primicias (2000).... Ángel
- Vulnerables (1999)
- El hombre (1999) (miniserie).... Martín Otamendi
- Poliladron (1995)
- Sheik (1995).... Alí
- Bajamar, la costa del silencio (1995)
- Muerte dudosa telefilme (1994)
- El evangelio según Marcos (1993).... Gutre